# Tạo giáp
Gleditsia sinensis (Tạo Giáp hoặc Tạo Giác, Bồ Kết) là một loài thực vật có hoa trong họ Đậu. Loài này được Lam. miêu tả khoa học đầu tiên.

## Hình ảnh

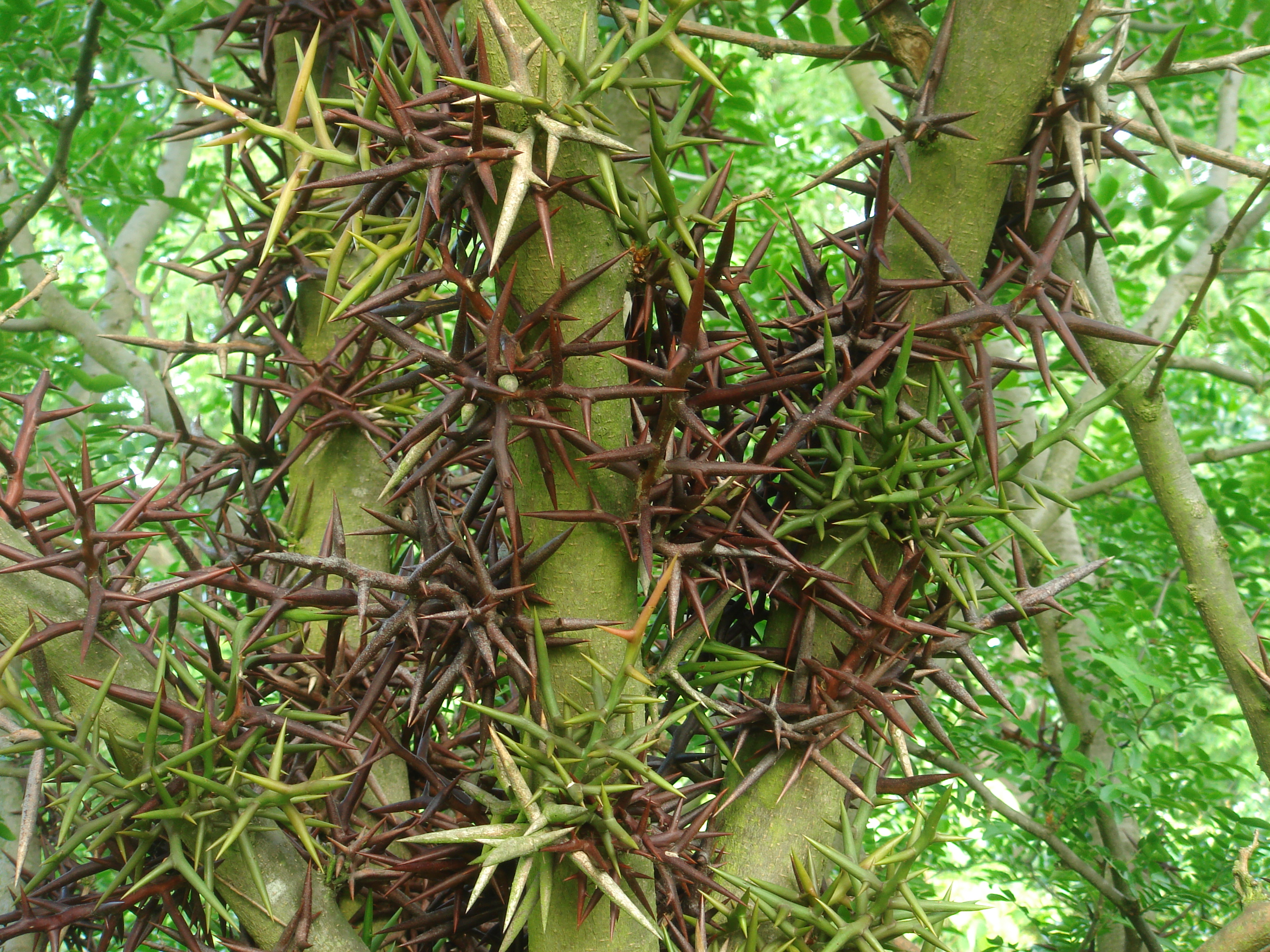
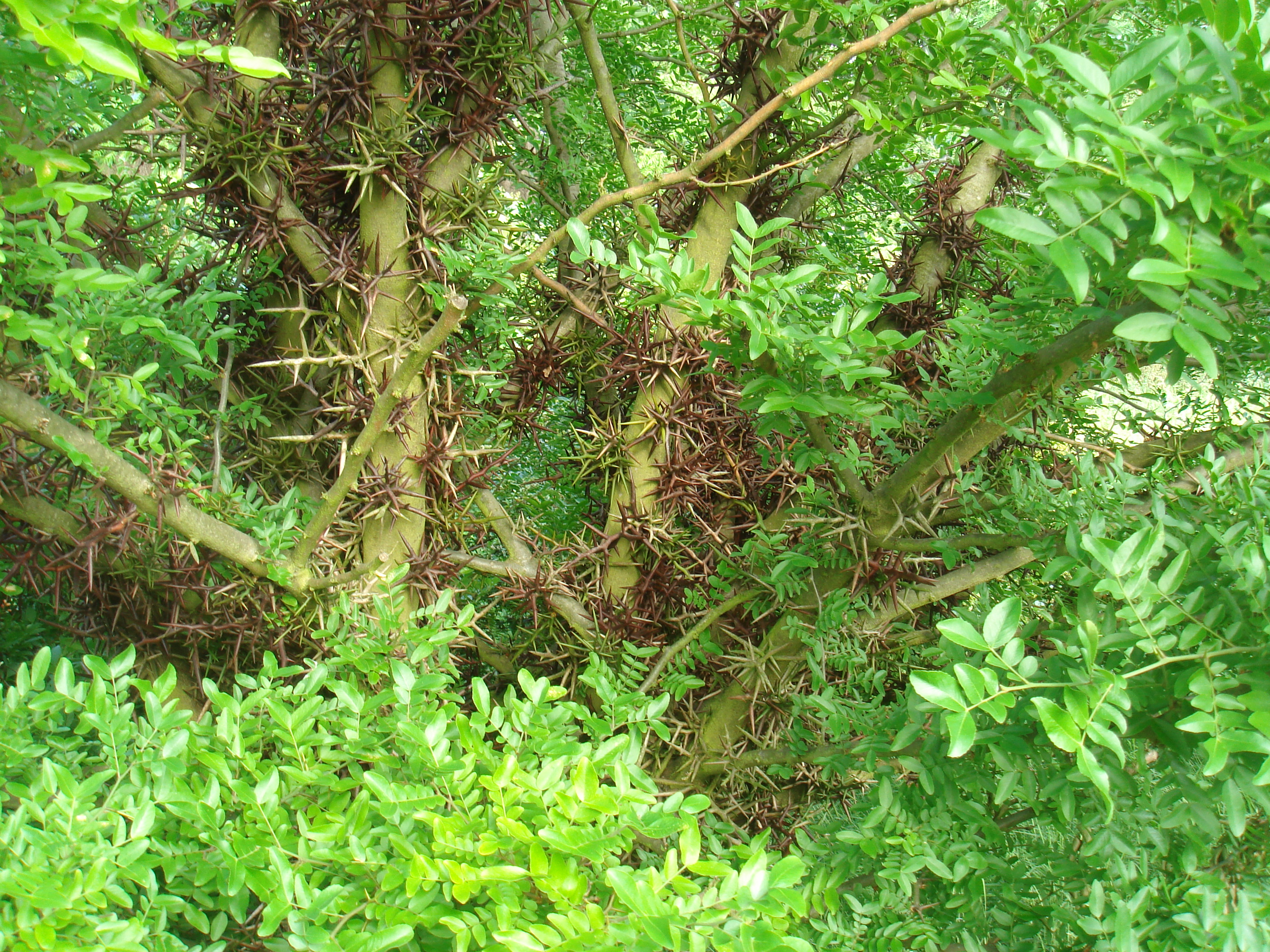
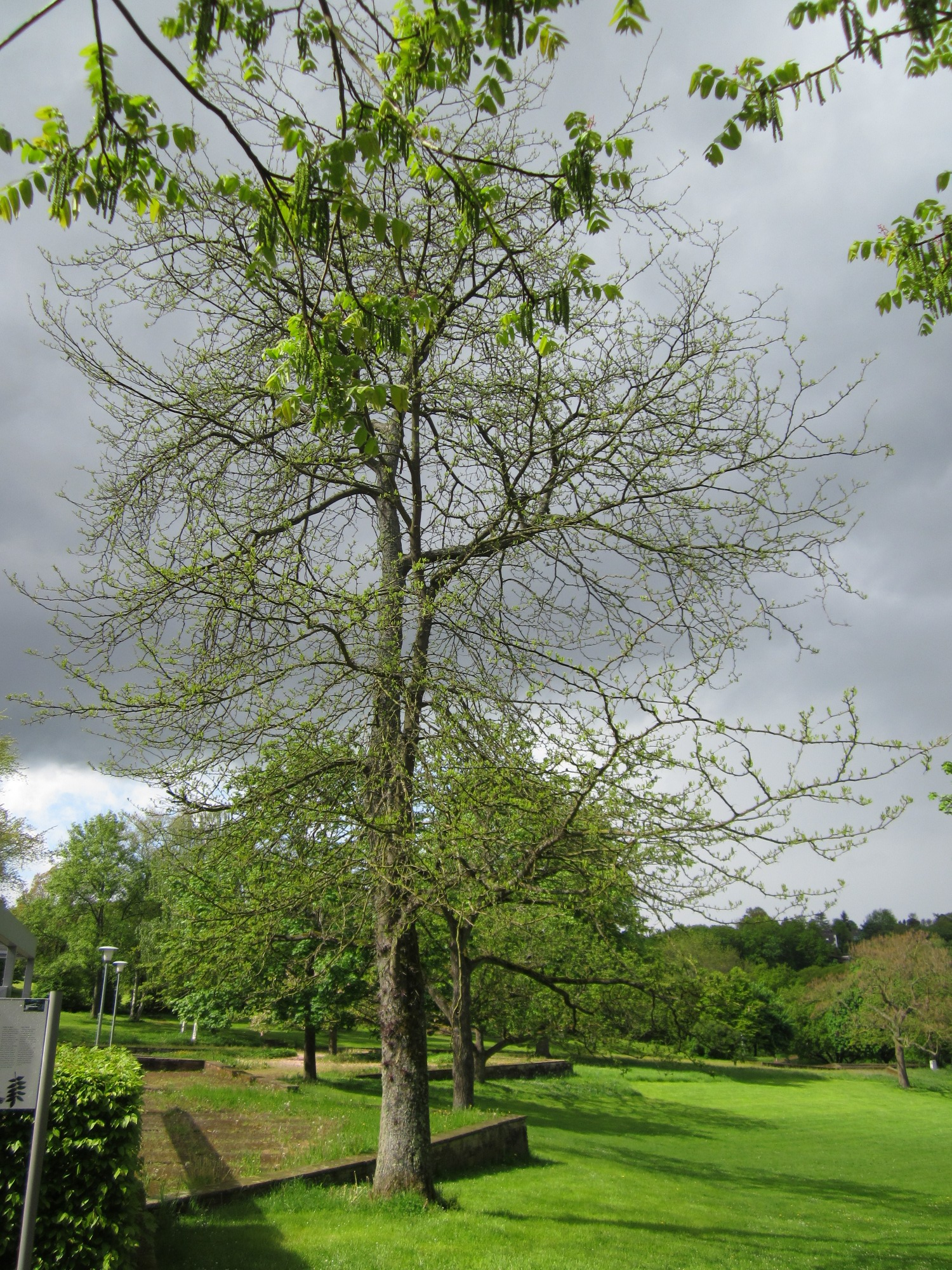
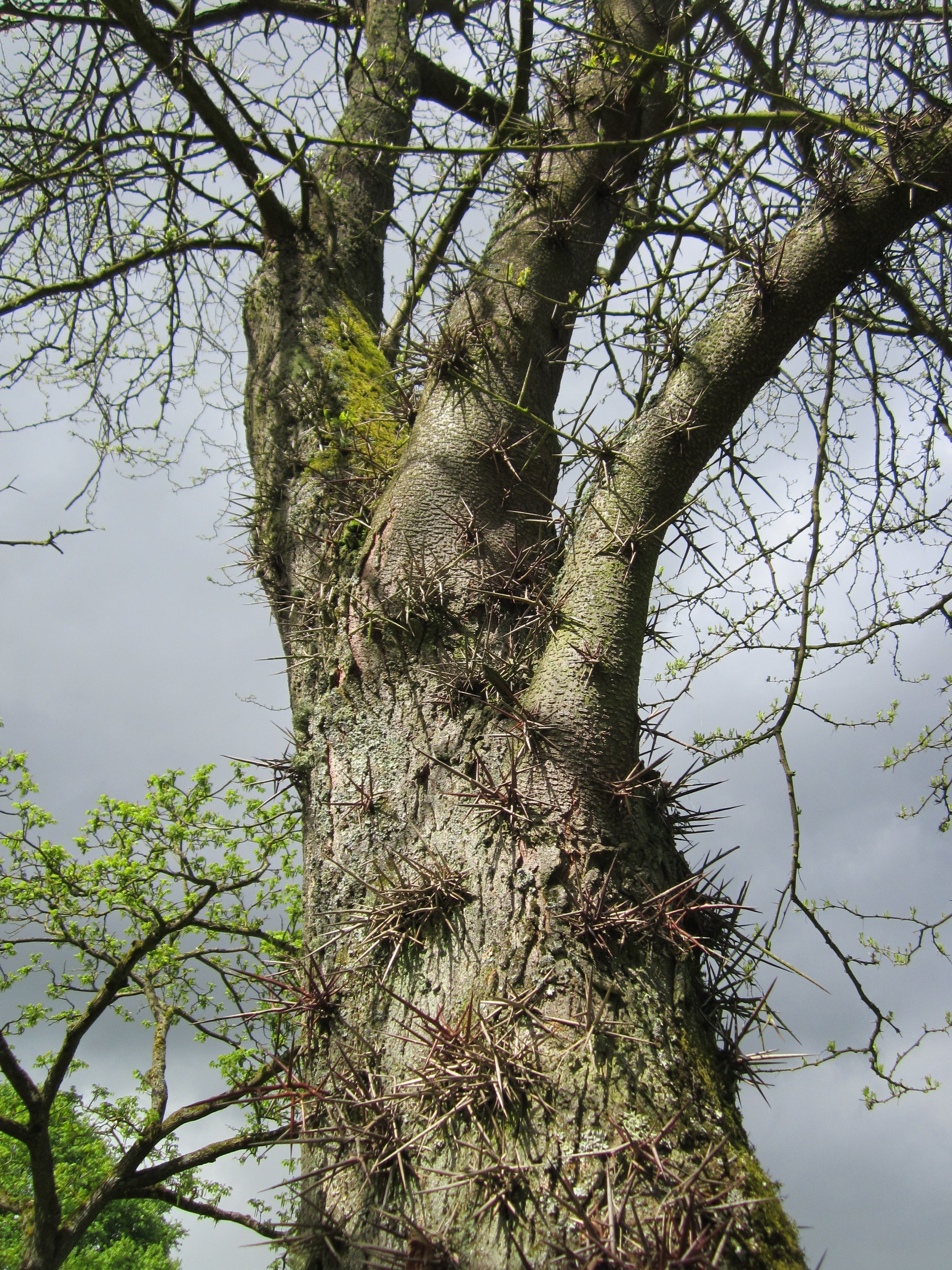